# صنريز بيتش فيليج
صنريز بيتش فيليج (بالإنجليزية: Sunrise Beach Village, Texas)‏ هي مدينة تقع بولاية تكساس في شمال شرق الولايات المتحدة. تبلغ مساحة هذه المدينة 5.9 (كم²)، وترتفع عن سطح البحر 257 م، بلغ عدد سكانها 704 نسمة في عام 2000 حسب إحصاء مكتب تعداد الولايات المتحدة وتصل الكثافة السكانية فيها 164.3 نسمة/كم2.

## التركيبة السكانية
حدّد مكتب تعداد الولايات المتحدة بيانات التركيبة السكانية لصنريز بيتش فيليج في تعداد الولايات المتحدة. في ما يلي، التركيبة السكانية حسب تعدادي 2000 و2010.

### تعداد عام 2000
بلغ عدد سكان صنريز بيتش فيليج 704 نسمة بحسب تعداد عام 2000، وبلغ عدد الأسر 354 أسرة وعدد العائلات 247 عائلة مقيمة في القرية. في حين سجلت الكثافة السكانية 118.5 نسمة لكل كيلومتر مربع (306.9/ميل2). وبلغ عدد الوحدات السكنية 776 وحدة بمتوسط كثافة قدره 130.6 لكل كيلومتر مربع (338.3/ميل2).
وتوزع التركيب العرقي للقرية بنسبة 98.72% من البيض و0.28% من الأمريكيين الأفارقة و0.14% من الأمريكيين الأصليين و0.14% من الأعراق الأخرى و0.71% من عرقين مختلطين أو أكثر و1.14% من الهسبانيون أو اللاتينيون من أي عرق.
بلغ عدد الأسر 354 أسرة كانت نسبة 11% منها لديها أطفال تحت سن الثامنة عشر تعيش معهم، وبلغت نسبة الأزواج القاطنين مع بعضهم البعض 64.1% من أصل المجموع الكلي للأسر، ونسبة 3.1% من الأسر كان لديها معيلات من الإناث دون وجود شريك،  بينما كانت نسبة 2.5% من الأسر لديها معيلون من الذكور دون وجود شريكة وكانت نسبة 30.2% من غير العائلات. تألفت نسبة 24.3% من أصل جميع الأسر من عدة أفراد يعيشون في نفس المنزل ونسبة 13.3% كانت تتألف من شخص يعيش بمفرده يبلغ من العمر 65 عاماً أو أكثر. وبلغ متوسط حجم الأسرة المعيشية 1.99، أما متوسط حجم العائلات فبلغ 2.30.
بلغ العمر الوسطي للسكان 59.2 عاماً. وكانت نسبة 8.9% من القاطنين تحت سن الثامنة عشر، وكانت نسبة 2% بين الثامنة عشر والرابعة والعشرين عاماً، ونسبة 14.2% كانت واقعةً في الفئة العمرية ما بين الخامسة والعشرين والرابعة والأربعين عاماً، ونسبة 39.3% كانت ما بين الخامسة والأربعين والرابعة والستين، ونسبة 35.5% كانت ضمن فئة الخامسة والستين عاماً فما فوق. يوجد لكل 100 أنثى 93.4 ذكر، ويوجد لكل 100 أنثى في الثامنة عشر من عمرها فما فوق 91.3 ذكر.
بلغ متوسط دخل الأسرة في القرية 44,750 دولارًا، أما متوسط دخل العائلة فبلغ 51,776 دولارًا. وكان متوسط دخل الذكور 34,531 دولارًا مقابل 26,094 دولارًا للإناث. وسجل دخل الفرد الخاص بالقرية 29,433 دولارًا. وكانت نسبة 5.1% من العائلات ونسبة 5.8% من السكان تحت خط الفقر، وكان من هؤلاء نسبة 3.6% تحت سن الثامنة عشر ونسبة 8.7% في الخامسة والستين من العمر وما فوق.

### تعداد عام 2010
بلغ عدد سكان صنريز بيتش فيليج 713 نسمة بحسب تعداد عام 2010، وبلغ عدد الأسر 366 أسرة وعدد العائلات 233 عائلة مقيمة في القرية. في حين سجلت الكثافة السكانية 120 نسمة لكل كيلومتر مربع (310.8/ميل2). وبلغ عدد الوحدات السكنية 901 وحدة بمتوسط كثافة قدره 151.7 لكل كيلومتر مربع (392.9/ميل2).
وتوزع التركيب العرقي للقرية بنسبة 98.46% من البيض و0.42% من الأمريكيين الأصليين و0.14% من الأمريكيين ذوي الأصول الآسيوية و0.98% من عرقين مختلطين أو أكثر و3.79% من الهسبانيون أو اللاتينيون من أي عرق.
بلغ عدد الأسر 366 أسرة كانت نسبة 12.8% منها لديها أطفال تحت سن الثامنة عشر تعيش معهم، وبلغت نسبة الأزواج القاطنين مع بعضهم البعض 57.7% من أصل المجموع الكلي للأسر، ونسبة 3.8% من الأسر كان لديها معيلات من الإناث دون وجود شريك،  بينما كانت نسبة 2.2% من الأسر لديها معيلون من الذكور دون وجود شريكة وكانت نسبة 36.3% من غير العائلات. تألفت نسبة 30.6% من أصل جميع الأسر من عدة أفراد يعيشون في نفس المنزل ونسبة 14.8% كانت تتألف من شخص يعيش بمفرده يبلغ من العمر 65 عاماً أو أكثر. وبلغ متوسط حجم الأسرة المعيشية 1.95، أما متوسط حجم العائلات فبلغ 2.36.
بلغ العمر الوسطي للسكان 61.0 عاماً. وكانت نسبة 10.8% من القاطنين تحت سن الثامنة عشر، وكانت نسبة 1.8% بين الثامنة عشر والرابعة والعشرين عاماً، ونسبة 10% كانت واقعةً في الفئة العمرية ما بين الخامسة والعشرين والرابعة والأربعين عاماً، ونسبة 38.6% كانت ما بين الخامسة والأربعين والرابعة والستين، ونسبة 38.8% كانت ضمن فئة الخامسة والستين عاماً فما فوق. وتوزع التركيب الجنسي للسكان بنسبة 47.5% ذكور و52.5% إناث.

## وصلات خارجية
- The US50 - Cities and Towns in Texas State